# Molnár Tamás (vízilabdázó)
Molnár Tamás (Szeged, 1975. augusztus 2. –) háromszoros olimpiai bajnok vízilabdázó, jogász.

## Sportpályafutása
Orvosi tanácsra kezdett úszni, azonban pár hónappal később már a vízilabda edzéseket látogatta. Tehetsége korán megmutatkozott, csupán 16 éves volt, amikor Kemény Ferenc utánpótlás-válogatottjának tagja lett. Utánpótlás játékosként junior Európa- és világbajnok volt. A felnőtt válogatottban 1995-ben mutatkozott be. Ugyanebben az évben ezüstérmes volt az Universiadén. Az 1995–1996-os szezonban a LEN-kupa döntőjébe jutott a Szegeddel. 1997-ben, a sevillai Európa-bajnokságon szerepelt a felnőtt csapat tagjaként, először nagyobb tornán, ahonnan aranyéremmel tért haza a csapat. 1998 januárjában ezüstérmes volt a világbajnokságon. A szezon után az UTE-hoz igazolt. Az év végén a legjobb magyar vízilabdázónak választották. 1999-ben az Újpesttel LEN-kupát, a válogatottal Európa-bajnokságot és Világkupát nyert.
A következő szezont a Jug Dubrovniknál töltötte el, ahol horvát bajnok lett. 2000-ben tagja volt az olimpiai bajnok magyar válogatottnak. A következő évadban a jugoszláv Becsej színeiben szerepelt és bajnok lett. A BL-ben az elődöntőig jutott. 2001-ben a Domino-BHSE-hez igazolt. A budapesti Eb-n bronzérmes, a fukuokai vb-n ötödik volt. 2002 és 2006 között ötször nyert bajnokságot a Honvéddal. 2002 májusában a BL-döntőjéig jutott. A válogatottal a világkupában második, a világligában harmadik volt. 2003-ban ismét második lett a BL-ben. A barcelonai vb-n és a Világligában aranyérmes volt. 2004-ben Euroliga-győztes lett. Nemzeti színekben megvédte olimpiai bajnoki címét és Világliga-győztes volt.
2005-ben az Euroliga döntőjéig jutott. A válogatottal vb második lett. 2006-ban az Európa-bajnokságon, 2007-ben a világbajnokságon lett ezüstérmes. 2008-ban harmadszor is megnyerte az olimpiát. Ezt követően lemondta a válogatottságot, pályafutását klubszinten folytatta tovább. 2009-ben Szegedre szerződött. 2014-ben befejezte játékos pályafutását és a Szeged ügyvezetője és szakmai igazgatója lett.
2009-től a Magyar Vízilabda Szövetség drogellenes bizottságának elnöke lett. Ugyanezt a funkciót töltötte be az Olimpikonok a Drog Ellen mozgalomban is. 2012-ben négy évre az Magyar Vízilabda Szövetség elnökségi tagja lett. 2013-ban sikertelenül jelölték a FINA vízilabda bizottságába.
2009-től vízilabda-játékvezető. 2015-ben a Magyar Vízilabda-szövetség játékvezetői testületének elnökének választották. 2016 januárjában beválasztották a FINA a sportolói bizottságába. 2016 májusától tagja lett a LEN vízilabda bizottságának. 2017 júliusától a FINA vízilabda bizottságának tagja lett. 2020 júliusában újra megválasztották a Magyar Vízilabda-szövetség alelnökének. 2022 júliusában a FINA vízilabda technikai bizottságának elnöke lett.

## Díjai, elismerései
- Kiváló Ifjúsági Sportoló (1995)
- Magyar Köztársaság jó tanulója – jó sportolója (1997)
- Az év magyar vízilabdázója (1998)
- A Magyar Köztársasági Érdemrend tisztikeresztje (2000)
- Az év magyar sportcsapatának tagja (2000, 2003, 2004, 2008)
- A Magyar Köztársasági Érdemrend középkeresztje (2004)
- A Magyar Köztársasági Érdemrend középkeresztje a csillaggal (2008)
- Budapest díszpolgára (2008)
- Az úszósportok Hírességek csarnoka tagja (2015)[11]

## Családja
Elvált, Két ikerfia van: Lóránt Hugó és Benedek Manó.